# Haralds þáttr grenska
Haralds þáttr grenska es una historia corta islandesa (þáttr) que trata sobre la figura del rey Harald Grenske de Vestfold, Noruega. La obra se conserva en el manuscrito Flateyjarbók.